# Бутканське сільське поселення
Бутка́нське сільське поселення (рос. Бутканское сельское поселение) — муніципальне утворення у складі Удорського району Республіки Комі, Росія. Адміністративний центр та єдиний населений пункт — село Буткан.

## Населення
Населення — 219 осіб (2017, 306 у 2010, 414 у 2002, 708 у 1989).